# فيل شارد
فيل شارد (بالإنجليزية: Phil Chard)‏ هو مدرب كرة قدم ولاعب كرة قدم بريطاني في مركز الوسط، ولد في 16 أكتوبر 1960 في Corby ‏ في المملكة المتحدة. لعب مع نادي بيتربورو يونايتد ونورثامبتون تاون ووولفرهامبتون واندررز.

## وصلات خارجية
- فيل شارد على موقع Soccerbase.com (مدرب) (الإنجليزية)